# Džunja Tanaka
Džunja Tanaka (japonsko 田中 順也), japonski nogometaš, * 15. junij 1987.
Za japonsko reprezentanco je odigral štiri uradne tekme.